# Die Nacht singt ihre Lieder
Die Nacht singt ihre Lieder ist ein deutsches Filmdrama von Romuald Karmakar aus dem Jahr 2004. Der Film, entstanden nach dem gleichnamigen Theaterstück von Jon Fosse, beobachtet die zerbrechende Beziehung eines jungen Paares.

## Handlung
Ein junges Berliner Paar ist, trotz eines neugeborenen Kindes, am Endpunkt seiner Beziehung angekommen. Der Mann, dessen schriftstellerische Ambitionen aufgrund der Ablehnung seiner Manuskripte in Lethargie umgeschlagen sind, hält sich fast nur noch in der Wohnung auf. Die Frau, die das Geld für den gemeinsamen Unterhalt allein aufbringt und zurzeit im Mutterschutz ist, steckt dagegen voller Tatendrang. Wegen ihrer unterschiedlichen Lebensmodelle kommt es pausenlos zu verbalen Auseinandersetzungen. Die Eltern des Mannes schauen kurz auf einen Besuch vorbei, um ihr Enkelkind zu sehen, und reisen schnell wieder ab. 
Die Frau verabredet sich mit einer Freundin zu einem Besuch in einem Club. Als sie erst in den Morgenstunden zurückkehrt, behauptet der Mann, sie sei nicht mit ihrer Freundin unterwegs gewesen. Die Situation eskaliert; die Frau ruft ihren Liebhaber Baste an, um sie abzuholen, und packt die nötigsten Sachen für einen überstürzten Auszug. Als Baste eintrifft, zieht sich der Mann in einen Nebenraum zurück. Während des Packens steigert sich die Frau immer mehr in die Vorstellung hinein, dass sie beide es „eigentlich gut gehabt“ hätten, und gesteht, noch nicht reif für eine Trennung zu sein. Ihr Liebhaber verlässt enttäuscht die Wohnung. Ein Geräusch aus dem Nebenraum veranlasst sie, nach dem Mann zu sehen. Dieser hat sich vom Balkon in den Tod gestürzt.

## Hintergrund

### Produktion
Das Drehbuch hält sich eng an die Vorlage, das gleichnamige, 1997 uraufgeführte Theaterstück des norwegischen Autors Jon Fosse. 2000 debütierte das Stück in deutscher Sprache am Schauspielhaus Zürich.
Romuald Karmakars Projekt wurde vom Westdeutschen Rundfunk, Südwestrundfunk, Hessischen Rundfunk, Bayerischen Rundfunk und – im ersten Anlauf – von der Filmförderungsanstalt abgelehnt. Erst mit Unterstützung des ZDF konnte der Film realisiert werden. Die Dreharbeiten fanden von Oktober bis Dezember 2002 in den Potsdamer Filmstudios Babelsberg und in Berlin statt. Zu diesem Zeitpunkt standen einige der ursprünglich vorgesehenen Darsteller aus vertraglichen Gründen nicht mehr zur Verfügung und mussten ersetzt werden. So übernahm Marthe Keller statt Rosel Zech die Rolle der Mutter, und auch Sebastian Schipper sprang ersatzweise ein. Inklusive einer langen Postproduktionsphase kostete die Herstellung des Films 1,65 Millionen Euro.

### Filmstart
Die Nacht singt ihre Lieder lief am 11. Februar 2004 auf der Berlinale, wo er kontrovers aufgenommen wurde, und startete am 19. Februar 2004 in den deutschen, am 19. März desselben Jahres in den österreichischen Kinos. In Deutschland sahen in den ersten drei Spielwochen rund 9000 Besucher den Film.

## Analyse
Während das Stück ausschließlich in einem Raum spielt, lässt Karmakar seine Protagonisten in der gesamten Wohnung agieren. Kamerabewegungen, Schnitte und Großaufnahmen werden sparsam eingesetzt, einige Einstellungen haben eine Länge von mehreren Minuten. Karmakar zur Wahl seiner Mittel: „Es gibt unterschiedliche theoretische Ansätze, wie man ein Theaterstück ins Kino übertragen kann. Ich kann am besten dem folgen, was André Bazin in "Was ist Kino" dargelegt hat: dass man die Vorlage bei der Übertragung auf das Medium Kino nicht verleugnen soll.“ „Ich will nicht schnell schneiden, damit es aufregend wirkt. Ich will schneiden, wenn es einen dramaturgischen Sinn ergibt. Und es gibt bei mir keine Nahaufnahme ohne Grund.“ Wenn die junge Frau die Wohnung verlässt, nutzt der Film diese Momente für Schauplatzwechsel und folgt ihr in die U-Bahn, ins Cafe, in den Club. Auch fängt die Kamera mehrfach das subjektive Bild der Darsteller ein, wenn diese aus der Wohnung auf den Innenhof oder auf die Straße blicken.
Alle beteiligten Personen kommunizieren miteinander in „repetetiven, floskelhaften“ Dialogen und wahren dabei physische Distanz, ein Kunstgriff, der der Vorlage entnommen ist. Karmakar: „Gerade im Kino gibt es den Kanon, dass sich zwei Leute, die sich in Hassliebe verbunden sind, gegenseitig anschreien, aufeinander einschlagen, sich im Einschlagen umarmen, über den Boden wälzen und anschließend lieben. […] Bei mir berührt sich das Paar ein oder zwei Mal. Das ist auf einer nach unten offenen Gefühlsskala eine neue Dimension.“ „Wir [beschreiben] eine ausweglose Situation und Hauptfiguren, die davon hoffnungslos überfordert sind. Damit korreliert die Sprache. Die Figuren reden zwar, aber sie können nicht ausdrücken, was sie sagen wollen.“
Statt einer exklusiv für den Film geschriebenen Musik verwendet der Film Kompositionen von Swans, Henry Purcell, Michael Mayer, Captain Comatose, Chris & Carla und Maximilian Hecker. Karmakar versucht, jeder Figur ihre Musik zuzuordnen. Den Einwand, dass die starke Stilisierung dem Zuschauer den Zugang zu Personen und Geschichte erschwere oder sogar gänzlich unmöglich mache, will Karmakar nicht gelten lassen und sieht vielmehr eine schwer erträgliche Unmittelbarkeit des Gezeigten als Grund für die Ablehnung: „Ich beschäftige mich mit Dingen, die die meisten ausblenden wollen.“

## Rezeption
„"Die Nacht singt ihre Lieder" ist ein Totentanz, das Leichenbegängnis einer gemordeten Liebe, und so hat Karmakar die Geschichte auch inszeniert. […] Er ersetzt den Realismus des Fernsehens durch die Realität seiner Abstraktion. Aus hundert TV-Movies könnte man kein genaueres Generationporträt filtern als aus Karmakars "Nacht".“

„Ein Film, der steif, unbeholfen und intellektuell überdreht wirkt, weil Karmakar es nicht geschafft hat, aus dem Theaterstück einen Film zu machen. Er ergänzt die Dialoge lediglich durch Bilder, aber beide verschmelzen nicht miteinander. […] Tatsächlich scheint Karmakar mit seiner quälenden und repetitiven Umsetzung […] an seine künstlerischen Grenzen gestoßen zu sein.“

„Hervorragend fotografierte Theateradaption, bei der es weniger um die Psychodynamik junger Eltern als um eine Mechanik des Zerfalls von Beziehungen und seiner verbalen Gestalten geht. Der strikte Anti-Psychologismus und die distanzierte Inszenierung untergraben jedoch jede gesellschaftliche Relevanz.“